# Czeska rebelia pogańska

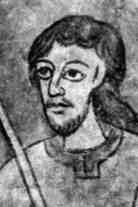
Bolesław I Srogi

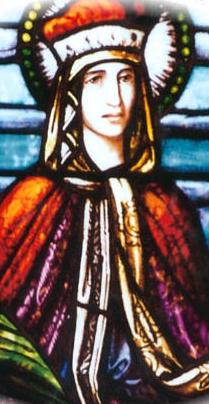
św. Ludmiła – witraż

Czeska rebelia pogańska – historyczna nazwa serii wydarzeń w Czechach za czasów panowania dynastii Przemyślidów w pierwszej połowie X wieku, których kulminacją była antychrześcijańska rebelia przeprowadzona przez księżnę Drahomirę.
Działalność Wratysława I i jego syna św. Wacława przyczyniła się w pierwszej połowie X wieku do umocnienia wpływów chrześcijaństwa w państwie czeskim. W okresie przesileń politycznych rozprzestrzenianie się wiary chrześcijańskiej, wspieranej przez czeskich Przemyślidów, napotkało jednak opór sił pogańskich. Wratysław I, wbrew woli swej oddanej chrześcijaństwu matki – Ludmiły Czeskiej (wdowie po pierwszym chrześcijańskim władcy Czech – Borzywoju), obrał sobie za żonę księżniczkę Drahomirę, z którą miał dwóch synów: Wacława zwanego Świętym i Bolesława zwanego Okrutnym. 
Jeszcze przed śmiercią Wratysław powierzył swej matce wychowanie obu synów i przekazał władzę w państwie. Zgodnie jednak ze średniowiecznymi zasadami już po śmierci księcia Wratysława władzę w imieniu nieletniego Wacława objęła jego matka Drahomira (Drogomira) wspierana przez młodszego z synów, który powrócił do niej, opierając się próbom zaszczepienia mu religii chrześcijańskiej przez babkę. Wraz z Drahomirą i Bolesławem do głosu doszło stronnictwo wrogie niemieckim wpływom oraz wspierające tradycje przedchrześcijańskie. Zgodnie z czeską tradycją historiograficzną rozpoczęto z inicjatywy Drahomiry niszczenie kościołów oraz prześladowania duchowieństwa chrześcijańskiego. Ofiarą przewrotu religijnego padła m.in. matka Wratysława I – św. Ludmiła (według tradycji, zanotowanej w Żywocie św. Ludmiły i Kronice Kosmasa, została uduszona 15 września 921 r. na zamku w Tetinie przez ludzi nasłanych przez synową). 
Pogańska rebelia doprowadziła ostatecznie do interwencji władców niemieckich zaniepokojonych o swoje wpływy. Sprzyjającemu chrześcijaństwu Wacławowi przybył z odsieczą Arnulf, książę Bawarii, oraz król Henryk I. Dzięki interwencji tego ostatniego Drahomira ostatecznie została zmuszona oddać władzę prawowitemu następcy tronu – 13-letniemu wówczas Wacławowi. Wacław przejął rządy w 924 roku, odbudowując zniszczone kościoły i przywracając służbę kościelną. Jednak niepowodzenia polityczne św. Wacława (zwłaszcza słabość okazywana względem Niemiec) doprowadziły ostatecznie do zawiązania spisku, na czele którego stanął młodszy brat Wacława – Bolesław. Według tradycji hagiograficznej Wacław, zaproszony przez Bolesława pod pretekstem udziału w konsekracji miejscowej świątyni w Starej Boleslavi, został zamordowany – jak głosi jedno z podań – w kościele, 28 września 935 roku, przez Bolesława i jego rycerzy. Śmierć Wacława nie zahamowała jednak dalszego procesu chrystianizacji kraju, który odbywał się dalej przede wszystkim siłami duchowieństwa niemieckiego, a z czasem także coraz liczniejszego kleru czeskiego.